# Selinum argenteum
Selinum argenteum är en flockblommig växtart som beskrevs av Carlo Allioni. Selinum argenteum ingår i släktet krusfrön, och familjen flockblommiga växter. Inga underarter finns listade i Catalogue of Life.